# HeroQuest (Computerspiel)
HeroQuest ist die Softwareumsetzung des gleichnamigen Brettspiels von MB Spiele. Es wurde vom britischen Entwicklerstudio Gremlin Graphics Software adaptiert und 1991 für Acorn Archimedes, Amiga, Amstrad CPC, Atari ST, Commodore 64, MS-DOS und ZX Spectrum veröffentlicht. Es handelt sich um eine der frühesten Softwareumsetzungen zur Rollenspielwelt Warhammer Fantasy. Im selben Jahr veröffentlichte der Entwickler eine Erweiterung mit dem Titel HeroQuest: Return of the Witch Lord.

## Spielprinzip
HeroQuest besteht aus 14 Leveln, die man wahlweise alleine oder mit bis zu vier weiteren Mitspielern an einem Gerät spielen kann. Zur Wahl stehen vier Heldencharaktere (Magier, Elf, Barbar, Zwerg), der fünfte Spieler übernimmt die Rolle des Gegenspielers. Das Spielprinzip sieht die Erkundung eines Dungeons und die Lösung einer spezifischen Aufgabe (Quest) vor, wobei es auch zu Kämpfen gegen feindliche Kreaturen kommt. Die Spielkarte ist in quadratische Felder unterteilt und präsentiert sich in einer dreidimensional wirkenden isometrischen Perspektive. Das Spiel verläuft rundenbasiert.
Mit der Erweiterung HeroQuest: Return of the Witch Lord lieferte Gremlin weitere Quests, die sich an der gleichnamigen Erweiterung des Brettspiels orientieren.

## Rezeption
Während die britischen Amiga-Fachzeitschriften wohlwollende Kritiken verfassten, bewertete die deutsche Computerspiel-Fachpresse das Spiel verhaltener.

„Umsetzung hin, Umsetzung her: Bei Hero Quest hätte sich Gremlin etwas mehr von der Brettvorlage lösen und dafür auf 16-Bit-Technologie zurückgreifen sollen.“

“Hero Quest is an enjoyable piece of software indeed, and one of the best multiplayer experiences available for the Amiga.”

„Hero Quest ist in der Tat ein unterhaltsames Stück Software und eine der besten Mehrspieler-Erfahrungen, die man für Amiga bekommen kann.“